# Mastixia macrocarpa
Mastixia macrocarpa är en kornellväxtart som beskrevs av K.M. Matthew. Mastixia macrocarpa ingår i släktet Mastixia och familjen kornellväxter. Inga underarter finns listade i Catalogue of Life.